# Necesito libertad (álbum)
Necesito libertad es el tercer álbum de estudio de la cantautora española, Merche. Lanzado por Vale Music en 2005.

## Lista de canciones
- 01 Bombón - 3:10
- 02 Eras tú - 4:10
- 03 Nos falta el sentimiento - 3:56
- 04 Triste despedida - 3:21
- 05 Dos extraños - 4:14
- 06 Pegadito a mí - 3:46
- 07 Todo un riesgo - 3:05
- 08 No lo olvido - 3:30
- 09 Mil razones - 3:20
- 10 Necesito libertad - 2:54

## Posicionamiento

### Semanales
| País/Continente | Ranking         | Primera semana | Posición de ingreso | Mejor posición | Semanas en la mejor posición | Semanas en el ranking | Última semana |
| --------------- | --------------- | -------------- | ------------------- | -------------- | ---------------------------- | --------------------- | ------------- |
| Europa          |                 |                |                     |                |                              |                       |               |
| España          | Top 100 álbumes | 09/10/2005     | 12                  | 4              | 1                            | 66                    | 22/04/2007    |

### Anuales
| País   | Ranking       | Posición |
| ------ | ------------- | -------- |
| Europa |               |          |
| España | Top 50 Albums | 37       |

| País   | Ranking       | Posición |
| ------ | ------------- | -------- |
| Europa |               |          |
| España | Top 50 Albums | 26       |

### Copias y certificaciones
| País   | Proveedor  | Año  | Ventas     | Copias certificadas (según IFPI) |
| Europa |            |      |            |                                  |
| España | Promusicae | 2008 | 2x Platino | +160.000                         |